# Mielniki (województwo podlaskie)
Mielniki – wieś w Polsce, położona w województwie podlaskim, w powiecie sokólskim, w gminie Korycin.
| SIMC    | Nazwa | Rodzaj  |
| ------- | ----- | ------- |
| 0032336 | Borek | kolonia |

W latach 1975–1998 wieś administracyjnie należała do województwa białostockiego.
Wieś królewska ekonomii grodzieńskiej położona była w końcu XVIII wieku  w powiecie grodzieńskim województwa trockiego.
Wierni kościoła rzymskokatolickiego należą do parafii Znalezienia i Podwyższenia Krzyża Świętego w Korycinie.